# 劉啟和
劉啟和，湖广江陵人，清朝政治人物。同進士出身。
康熙六年，登进士。康熙十四年，接替史宗堯。擔任江蘇宜興縣知縣。后由張倉瑾接任。